# 7928 Bijaoui
7928 Bijaoui eller 1986 WM5 är en asteroid i huvudbältet som upptäcktes den 27 november 1986 av CERGA-observatoriet i Nice. Den är uppkallad efter den franske astronomen Albert Bijaoui.
Asteroiden har en diameter på ungefär 16 kilometer.